# Argagnon
Argagnon ist eine französische Gemeinde mit 699 Einwohnern (Stand 1. Januar 2022) im Département Pyrénées-Atlantiques in der Region Nouvelle-Aquitaine. Die Gemeinde gehört zum Arrondissement Pau und zum Kanton Artix et Pays de Soubestre (bis 2015: Kanton Arthez-de-Béarn).
Die Bewohner werden Argagnonais genannt.

## Geographie
Argagnon liegt circa 36 Kilometer nordwestlich von Pau zwischen Pau und Orthez im Béarn.
Umgeben wird die Gemeinde von den Nachbargemeinden:
- Balansun im Norden,
- Arthez-de-Béarn im Osten,
- Mont im Süden,
- Maslacq im Südwesten sowie
- Castétis und Sarpourenx im Westen.

Argagnon liegt im Einzugsgebiet des Adour am rechten Ufer des Gave de Pau und am linken Ufer eines seiner Zuflüsse, dem Ruisseau de Clamondé.

## Geschichte
Das Gebiet der Gemeinde ist aufgrund der günstigen geographischen Lage am Ufer des Gaves de Pau seit der Urgeschichte besiedelt. Dies belegen Funde von Tongeschirr, das auf die Eisenzeit zurückgeht. Die Präsenz von Einwohnern während der Besetzung durch das Römische Reich wird nicht nur durch die Etymologie des Ortsnamens, sondern auch durch das römische Militärlager an der Stelle des heutigen Schlossparks belegt. Es wird angenommen, dass der Name Arganion auf die Bezeichnung „Landgut des Arcanius“ zurückgeht.
Paul Raymond, Archivar und Historiker des 19. Jahrhunderts, notierte die Erwähnung der Siedlung unter dem Namen Arganion im Jahre 977 im Kopialbuch der Grafschaft Bigorre. Bei einem Zensus im Jahr 1385 wurden 9 Haushalte gezählt und vermerkt, dass das Dorf in der Bailliage von Pau liegt. Die Einführung eines Lehens im Jahre 1538 zeigt gleichzeitig die Einsetzung des Adels in der Gemeinde.
Am 8. April 1851 wurden die Gemeinden Argagnon und Marcerin zur Kommune Argagnon-Marcerin zusammengelegt, wobei der Name Marcerin im Laufe der Zeit zurückgenommen wurde.
Paul Raymond vermerkte die Erwähnung von Marcerin unter dem Namen Marcerii im Jahre 1345 durch einen Notar aus Pardies. Bei der Volkszählung im Jahr 1385 wurden 12 Haushalte gezählt und wie bei Argagnon vermerkt, dass das Dorf in der Bailliage von Pau liegt.

### Einwohnerentwicklung
| Jahr      | 1962 | 1968 | 1975 | 1982 | 1990 | 1999 | 2006 | 2009 | 2014 |
| --------- | ---- | ---- | ---- | ---- | ---- | ---- | ---- | ---- | ---- |
| Einwohner | 374  | 468  | 505  | 501  | 695  | 711  | 707  | 730  | 722  |

Ab 1962 offizielle Zahlen ohne Einwohner mit Zweitwohnsitz

## Sehenswürdigkeiten
- Die Kirche Saint-Pierre, gewidmet dem Apostel Simon Petrus, wurde ursprünglich im romanischen Stil im 11. Jahrhundert erbaut. Um 1866 wurde eine Erweiterung unter der Leitung des Architekten Jean Touzis aus Pau durchgeführt. Zwei Seitenkapellen und die Sakristei wurden hinzugefügt, Gewölbekonstruktion und Dach wurden erneuert. Ein Jahr später wurden die Wände um 1,35 m erhöht.[7][8]
- Turoû de Dous Garos: Es handelt sich hier um ein ehemaliges befestigtes Lager aus früher Zeit. Es besteht aus drei Terrassen, die um 90 m über der Ebene aufragen. Gräben und drei Erdwälle umrunden das Lager. Mosaikfragmente und vor allem Tongeschirr der Eisenzeit zeigen eine Nutzung des Standorts nach seiner frühen Befestigung.[9]

## Wirtschaft und Infrastruktur
Neben der Landwirtschaft bestimmt die Nähe zum Industriegebiet von Lacq das wirtschaftliche Leben in der Gemeinde und sorgt für ein Wachstum der Einwohnerzahl.
Argagnon liegt in der Zone AOC des Ossau-Iraty, ein traditionell hergestellter Schnittkäse aus Schafmilch.

### Verkehr
Argagnon ist angeschlossen an die Routes départementales 275 und 817 (ehemalige Nationalstraße N117) und ist mit Linien des Busnetzes Transports 64 über Pau und Orthez mit anderen Gemeinden des Départements verbunden.
Die Eisenbahnstrecke von Pau nach Bayonne durchquert den Ort, aber Argagnon verfügt über keinen Haltepunkt.

## Persönlichkeiten
- Robert Pierre Sarrabère (1926–2017), römisch-katholischer Geistlicher, Bischof von Aire und Dax 1978–2002